# Der Trommler
Der Trommler ist ein Märchen (ATU 400, 518, 313). Es steht in den Kinder- und Hausmärchen der Brüder Grimm ab der 5. Auflage von 1843 an Stelle 193 (KHM 193).

## Inhalt
Ein junger Trommler findet an einem See drei Stückchen feines Leinen, wovon er eins mitnimmt, ohne weiter daran zu denken. Beim Einschlafen erscheint ihm eine Königstochter, die von einer Hexe auf den Glasberg gebannt wurde. Ohne ihr Hemdchen kann sie nicht wie ihre zwei Schwestern vom See fortfliegen, in dem sie badeten. Er gibt es ihr und verspricht ihr zu helfen. Sie kann nur sagen, dass der Glasberg hinter dem Wald der Menschenfresser liegt. Er geht in den Wald und weckt mit seiner Trommel einen Riesen, dem er erzählt, das sei ein Signal an viele andere, die kämen, um ihn zu töten. Sie sprängen weg, wenn er sie fassen wolle, aber wenn er schlafe, kletterten sie an ihm hoch und schlügen ihm mit Eisenhämmern den Schädel ein. Der Riese verspricht, sie künftig in Ruhe zu lassen, und trägt ihn mit zwei anderen zum Glasberg, aber nicht bis ganz oben.
Zwei Männer streiten um einen Zaubersattel, mit dem man sich überallhin wünschen kann. Den nimmt der Trommler ihnen durch List ab und wünscht sich auf den Glasberg. Er bittet bei einer Alten mit braunem Gesicht, langer Nase und roten, scharfen Augen um Unterkunft. Dafür muss er am nächsten Tag mit einem Fingerhut den Fischteich vor dem Haus ausschöpfen und am übernächsten mit Werkzeug aus Blei und Blech, das nicht hält, den Wald dahinter abholzen. Beide Male kommt ihm mittags ein Mädchen zur Hilfe. Er legt seinen Kopf in ihren Schoß, und als er aufwacht, sind alle Fische gefangen und alles Holz geordnet. Nur ein Fisch und ein Ast liegen allein. Damit schlägt er die Alte, als sie danach fragt. Am dritten Tag soll er alles Holz auf einem Haufen verbrennen. Er steigt auch furchtlos in die Flammen, als sie ihn einen Holzklotz holen lässt, der nicht brennt. Da verwandelt dieser sich in die Königstochter. Er wirft die Alte ins Feuer, als sie sie packen will.
Die Königstochter reicht ihm ihre Hand und wünscht sie beide mit einem Wunschring vor das Stadttor. Als er seine Eltern besucht und sie trotz Warnung seiner Braut auf die rechte Wange küsst, vergisst er sie. Sie bauen von den Edelsteinen aus dem Hexenhaus einen fürstlichen Palast und arrangieren eine Heirat. Die traurige Königstochter, die inzwischen einsam in einem Waldhäuschen gelebt hat, wünscht sich ein Kleid wie die Sonne, dann wie der Mond, dann wie die Sterne. Damit erkauft sie sich von der Braut dreimal, vor der Kammer des Bräutigams schlafen zu dürfen. Aber nur die Leute im Haus hören ihr Rufen, weil die Braut einen Schlaftrunk in seinen Wein schütten lässt, und erzählen es ihm. Das dritte Mal schüttet er den Schlaftrunk hinters Bett. Als er ihre Stimme hört, erinnert er sich, bereut und führt sie sofort zu seinen Eltern, dass sie heiraten. Die andere Braut ist mit den Kleidern zufrieden.

## Herkunft

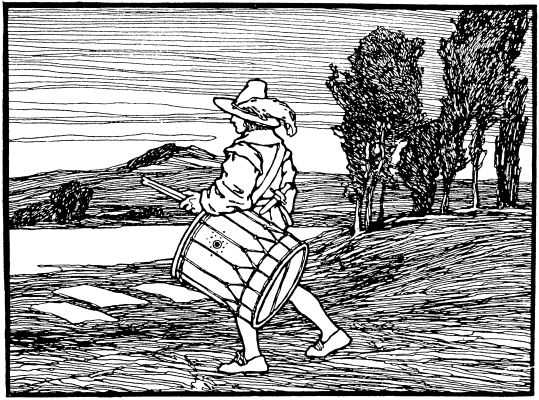
Illustration von Otto Ubbelohde, 1909

Jacob Grimm erhielt das Märchen 1838 brieflich von Karl Goedeke, der dazu vermerkte, es von seiner Tante, „einer schlichten Bürgersfrau“, gehört zu haben, die es wiederum von einem Eichsfelder Lumpensammler habe. Diese Handschrift ist ausnahmsweise erhalten und wurde von Wilhelm Grimm für den Druck hauptsächlich stilistisch überarbeitet. Grimms Anmerkung nennt noch ein „Märchen bei Kühn und Schwarz Nr. 11. S. 347“ und erklärt das Hemd am Ufer als Kleid einer Schwanenjungfrau. Wilhelm Grimm verschönerte den Text zur 6. Auflage weiter. Der Riese erklärt nun: „Wölfen und Bären drücke ich die Gurgel zusammen, aber vor den Erdwürmen kann ich mich nicht schützen“; die Fee: „… fürchtest du dich aber, so packt dich das Feuer und verzehrt dich“ (vgl. Frau Trude). Die 7. Auflage unterscheidet sich kaum, „Linnen“ ist nun verständlicher „Leinen“, das Holz „geklaftert“ statt „geklüftet“ (dagegen das Hemd in Die Sterntaler weiterhin „vom allerfeinsten Linnen“).
Lutz Röhrich vergleicht zu vorliegender Motivabfolge Schwanenjungfrau – Mahrtenehe griechische Erzählungen von Neraiden. Hans-Jörg Uther erscheint der Text erst im 19. Jahrhundert aus bekannten Epen- und Märchenmotiven ersonnen. Die Textlänge ergibt sich durch Aneinanderfügung der Motive verwünschte Jungfrau (AaTh 400), magische Flucht (AaTh 313) und falsche Braut. Dabei wiederholen sich die Eingangsmotive See und Wald in den Aufgaben. Zum Glasberg vgl. bei Grimm Der König vom goldenen Berg, Die Kristallkugel und Die Rabe (hier auch: Schlaftrunk), zur Hexe mit roten Augen Jorinde und Joringel, zu den Brautnächten Aschenputtel, Der Eisenofen, Das singende springende Löweneckerchen, Allerleirauh, De beiden Künigeskinner, Die wahre Braut (hier auch: drei Aufgaben der Hexe). Vgl. in Giambattista Basiles Pentameron II,7 Die Taube, III,9 Rosella, V,3 Pinto Smauto. Vgl. Die drei Nüsse in Ludwig Bechsteins Deutsches Märchenbuch von 1845, Die Prinzessin von Tiefenthal in Johann Wilhelm Wolfs Deutsche Hausmärchen, Nr. 1 Das Goldspinnen in Ulrich Jahns Volksmärchen aus Pommern und Rügen.

## Interpretation

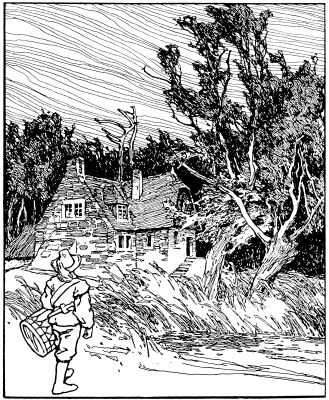
Illustration von Otto Ubbelohde, 1909

Durchgehend ist die Charakteristik des Trommlers, dessen impulsive Durchsetzungskraft sich in seinem (Militär-)Instrument andeutet. Er steckt das Leinen ein, um es gleich wieder zu vergessen, er reagiert sofort auf die Drohung des Riesen und der Hexe mit einem Schlag ins Gesicht und geht gleich nachts zum Bett seiner Eltern, um die vergessene Braut zu heiraten. Alle entscheidenden Wendepunkte der Handlung sind abends nach Einbruch der Dunkelheit, wobei die Leidenschaft mit Feuer verglichen wird. Homöopathen vergleichen das Märchen mit dem Symptombild von Belladonna, wozu der Kopfbezug, Impulsivität und Halluzinationen passen. Günter Grass’ Roman Die Blechtrommel könnte auch von diesem Märchen inspiriert sein.
Für den Anthroposophen Edzard Storck passt die Undurchdringlichkeit des Waldes zum täppischen Riesen, Ausschöpfen des Teichs ist Zutage fördern von Reinem, das Fällen des Waldes eine Willensprobe. Gluten niederer Begierdenwelt werden zum Feuer des Geistes – es geht um die „Erregung des wirklichen Ich durch das idealische Ich“ (Novalis).
Psychiater Wolfdietrich Siegmund nennt dies ein ausgesprochenes Tatmärchen für mutlos oder bequem gewordene Patienten. Neurotiker, durch gegensätzliche Antriebe gehemmt, erfahren Erleichterung durch Märchenhelfer, die etwa sagen: „Leg deinen Kopf in meinen Schoß und schlaf ein wenig, und wenn du aufwachst, ist alles getan!“.
Eugen Drewermann analysiert den Ödipuskonflikt des Helden, der Liebe nur träumen und nicht leben kann, so pendelt die Handlung zwischen Traum und Leben. Ähnlich Der goldene Vogel sind mythologische Motive psychologisch verknüpft. Die Schöne im See erinnert an die Liebe von Mond und Sonne, hier als Trommler, sein rundes Instrument imitiert den Puls der (Welten-)Mutter. Er nimmt genau ein Hemdchen mit, erwartet sie also schon. Statt Sonnenwagen tragen ihn Riesen, d. h. seine Triebe, durch Stadien der Reifung, Riesen tragen sonst das Himmelsgewölbe. Der Sattelflug ist als Intuition oder nach Freud als Sexualphantasie deutbar. Dass er die Alte gar nicht nach dem Mädchen fragt, noch nach der Art der zu leistenden Aufgaben, entlarvt seinen Mut nun doch als Allmachtsphantasie aus Angst vor der Frau oder Versagensangst, was auch Teich und Löffel andeuten. Erst Einsicht in die Unmöglichkeit, sich die Duldung im Haus, d. h. Daseinsberechtigung auf Erden, aus eigener Kraft zu verdienen (Fundevogel), macht für das Licht der Liebe empfänglich. Nicht Fleiß lässt die Aufgaben schwinden, sondern eine Haltung vertrauensvoller Ruhe. Die Alte wird zum jungen Mädchen, mit seinem Mittagsschlaf kehrt sich die anfängliche Traumvision um. Daheim geht es um Äußerlichkeiten, in Umkehrung der Anfangsszene bittet die Frau den Trommler, sie ohne Pomp und Kleider zu erkennen, wer sie ist – die existentielle Frage der Liebe.